# Ливан на зимних Олимпийских играх 1960
Ливан принимал участие в Зимних Олимпийских играх 1960 года в Скво-Велли (США) в четвёртый раз за свою историю, но не завоевал ни одной медали. Страну представляло два спортсмена, которые приняли участие в трех соревнованиях по горнолыжному спорту.
Джааджаа Назих дебютировал на Олимпиаде в возрасте 18 лет 128 дней.
Старейший олимпиец Ливана — Джааджаа  Ибрахим — 35 лет и 273 дня. Для Ибрахима Олимпиада в Скво-Велли стала 4-й и заключительной.

## Горнолыжный спорт, мужчины
| Спортсмен        | Дисциплина        | 1-я попытка | 1-я попытка | 2-я попытка | 2-я попытка | Итого  | Итого |
| Спортсмен        | Дисциплина        | Время       | Место       | Время       | Место       | Время  | Место |
| ---------------- | ----------------- | ----------- | ----------- | ----------- | ----------- | ------ | ----- |
| Джааджаа Назих   | Скоростной спуск  |             |             |             |             | 3:00.3 | 59    |
| Джааджаа Ибрахим | Скоростной спуск  |             |             |             |             | 2:39.2 | 56    |
| Джааджаа Ибрахим | Гигантский слалом |             |             |             |             | 2:29.1 | 57    |
| Джааджаа Назих   | Гигантский слалом |             |             |             |             | 2:20.3 | 49    |
| Джааджаа Назих   | Слалом            | 1:22.4      | 34          | DSQ         | -           | DSQ    | -     |